# Alstom Ferroviaria
Alstom Ferroviaria, anteriormente Fiat Ferroviaria, es una empresa italiana perteneciente al sector ferroviario, siendo originalmente una filial de Fiat Group. Después fue vendida en el año 2002 a la compañía francesa Alstom. El producto más prestigioso producido por Fiat Ferroviaria ha sido el sistema oscilante "Pendolino", usado en varios trenes de alta velocidad europeos.

## Historia
Fiat Ferroviaria fue creada en 1917 ante la necesidad de Fiat de abastecer de material al ejército italiano durante la Primera Guerra Mundial, ya que el ferrocarril resultaba un sistema muy útil para el transporte de mercancías.

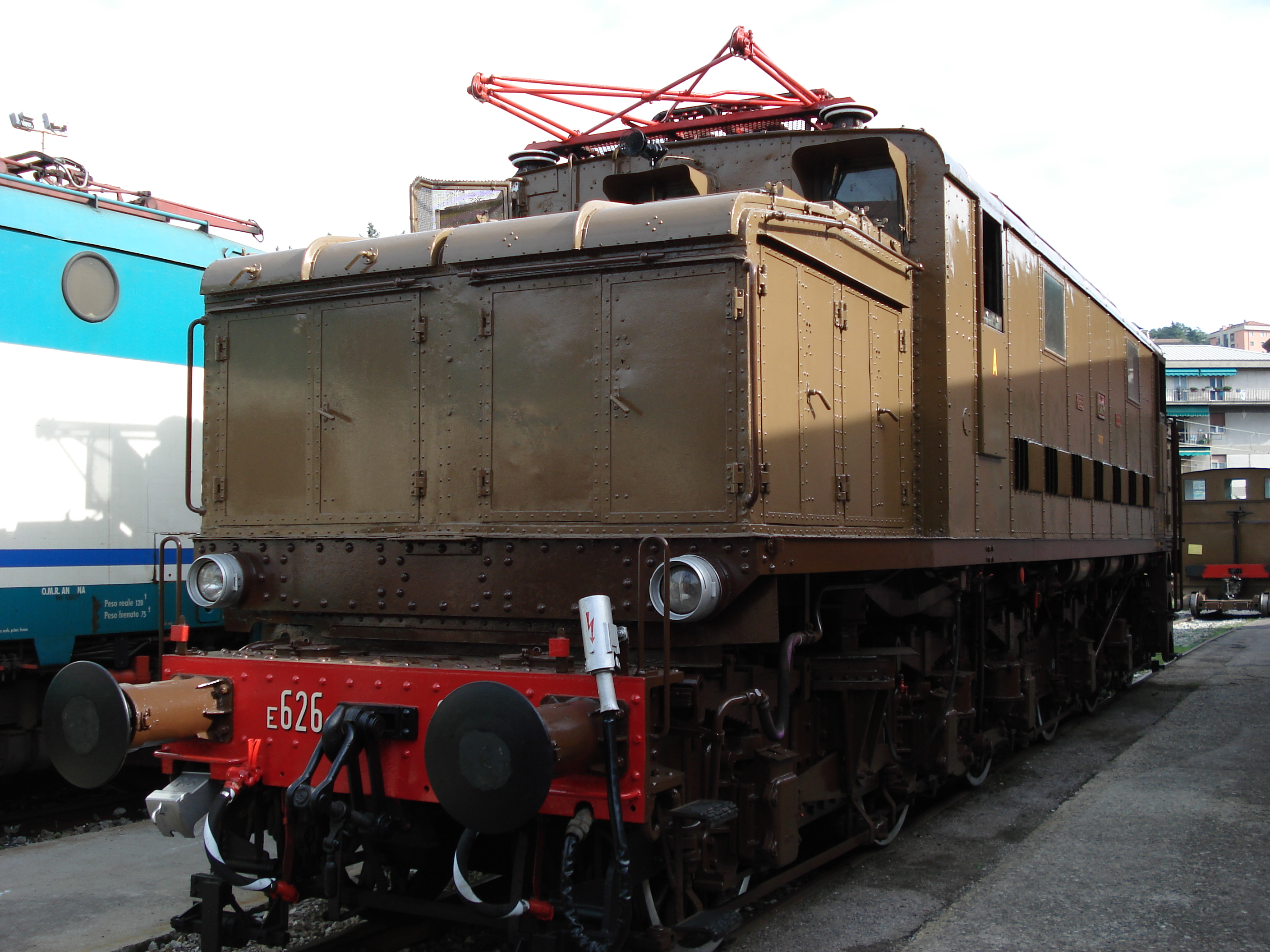
Locomotora E.626.

La compañía comenzó con varios proyectos de locomotoras y automotores diésel, dejando de lado la tracción por medio del vapor.
En 1923, Fiat Ferroviaria desarrolló la locomotora eléctrica E.626 de 1300 CV.
En 1926, creó un nuevo boje innovador para vehículos de servicios ferroviarios suburbanos. Este nuevo boje era más liviano que los diseños anteriores y también se diferenciaba en la estructura.
La compañía se especializó en el diseño de automotores diésel. Los primeros vehículos producidos fueron destinados a servicios en ciudades italianas y en las colonias de África, por ejemplo:, Somalia, donde se estaba realizando una transición entre la tracción a vapor y la diésel.
Fiat Ferroviaria prosiguió con la experimentación de transmisiones eléctricas. En 1924 ya se había destinado una gran cantidad de recursos económicos al desarrollo de bojes con transmisión mecánica para automotores.
En esa época, ya había diseñado y mejorado motores diésel, transmisiones mecánicas, bojes con mejoras en la suspensión. Entre 1931 y los 1933 produjo una gran cantidad de licencias para producir sus diseños.
En los años 30, la Fiat Ferroviaria había presentado los nuevos automotores diésel Fiat "ALb 48" y "ALb 80".
La sección de material ferroviario del grupo Fiat se había convertido en un gran constructor de material rodante dentro de Italia, con más de 250 vehículos en servicio en la red ferroviaria italiana en el año 1937. El automotor Fiat "ALn 40" comenzó a prestar servicios entre Turín y Milán, cumpliendo el trayecto sin paradas intermedias en aproximadamente 1 hora y 24 minutos, a una velocidad máxima de 130 km por hora.
Ante la necesidad de aumentar la capacidad y la potencia de sus vehículos, la Fiat ferroviaria desarrolló el Fiat "ATR 100", una formación compuesta de 3 coches y equipado con dos motores de 600 CV, capaz de alcanzar 160 km por hora. 
En 1937 la compañía fundó una oficina técnica de experimentación de automotores, consiguiendo mejorar principalmente los bojes.
En 1938, el grupo Fiat adquirió "OM" de Milán, un gran constructor ferroviario italiano, y posteriormente diseñó el prototipo "ALn 72", de cuya versión derivaron numerosos vehículos, tales como el ALn 772, el 990 ALn y ALn 668 y el TER y TAF para la compañía española RENFE.

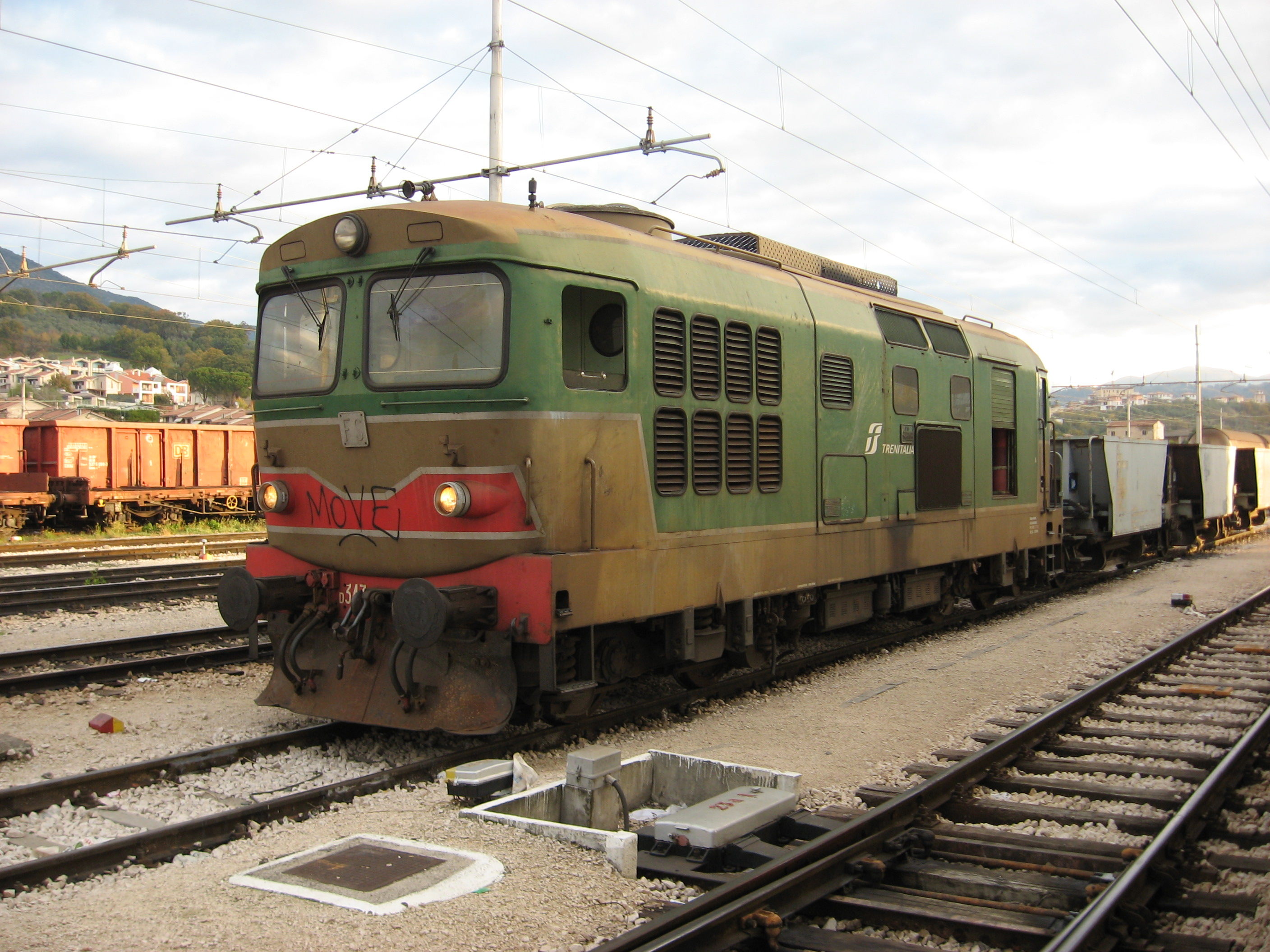
Locomotora Fiat D343.

La Segunda Guerra Mundial provocó destrozos a gran parte del material ferroviario italiano, incluyendo vías férreas, material rodante y catenarias. Por esta razón, Fiat Ferroviaria se hizo cargo de la reparación y provisión de material rodante y reparación de vías férreas y tendidos eléctricos.
La compañía continuó progresando en el desarrollo de vehículos ferroviarios, generalmente locomotoras diésel-eléctricas y automotores.
La compañía tuvo filiales en varios países, como Argentina, España, Grecia, la India, Cuba, Portugal y Egipto.
En 1950, la empresa se concentró en la construcción de coches de pasajeros de la clase "P", coches de lujo de complicada construcción. Fueron equipados inicialmente con bojes suizos Schlieren, que después fueron substituidos por los franceses "Y24", luego por Minden-Deutz y por último por "Fiat 3".
A partir de 1958, el grupo Fiat se establece en la provincia de Córdoba, en Argentina. En Córdoba construye las fábricas Fiat Concord y Materfer (acrónimo de material ferroviario). De esta manera se comienza con la construcción de los automotores "Fiat 7131" para la empresa estatal "Ferrocarriles Argentinos".
La compañía en su intento por ingresar al mercado ferroviario estadounidense en 1961, desarrolla la locomotora diésel-eléctrica Fiat "E10011", equipada con un motor Mercedes-Benz 820Db. Las partes eléctricas de la misma fueron suministradas por la empresa francesa Alstom.
Alstom y Fiat ferroviaria encararon varios proyectos de construcción de locomotoras diésel, como la locomotora "D.461" para Polonia y la locomotora Fiat Transfer, construida por la planta industrial argentina Materfer. La locomotora Transfer poseía una potencia que iba desde 1000 hasta 2000 CV, dependiendo de la serie, y una extraordinaria adherencia, lo que la hacía apta para circular sobre vías férreas en mal estado. 
La compañía continuaba desarrollando locomotoras livianas de mediana potencia, tales como la Fiat D343 producida en 1964, que resultó ser un vehículo eficaz y confiable, que poseía de 1000 a 1500 CV.

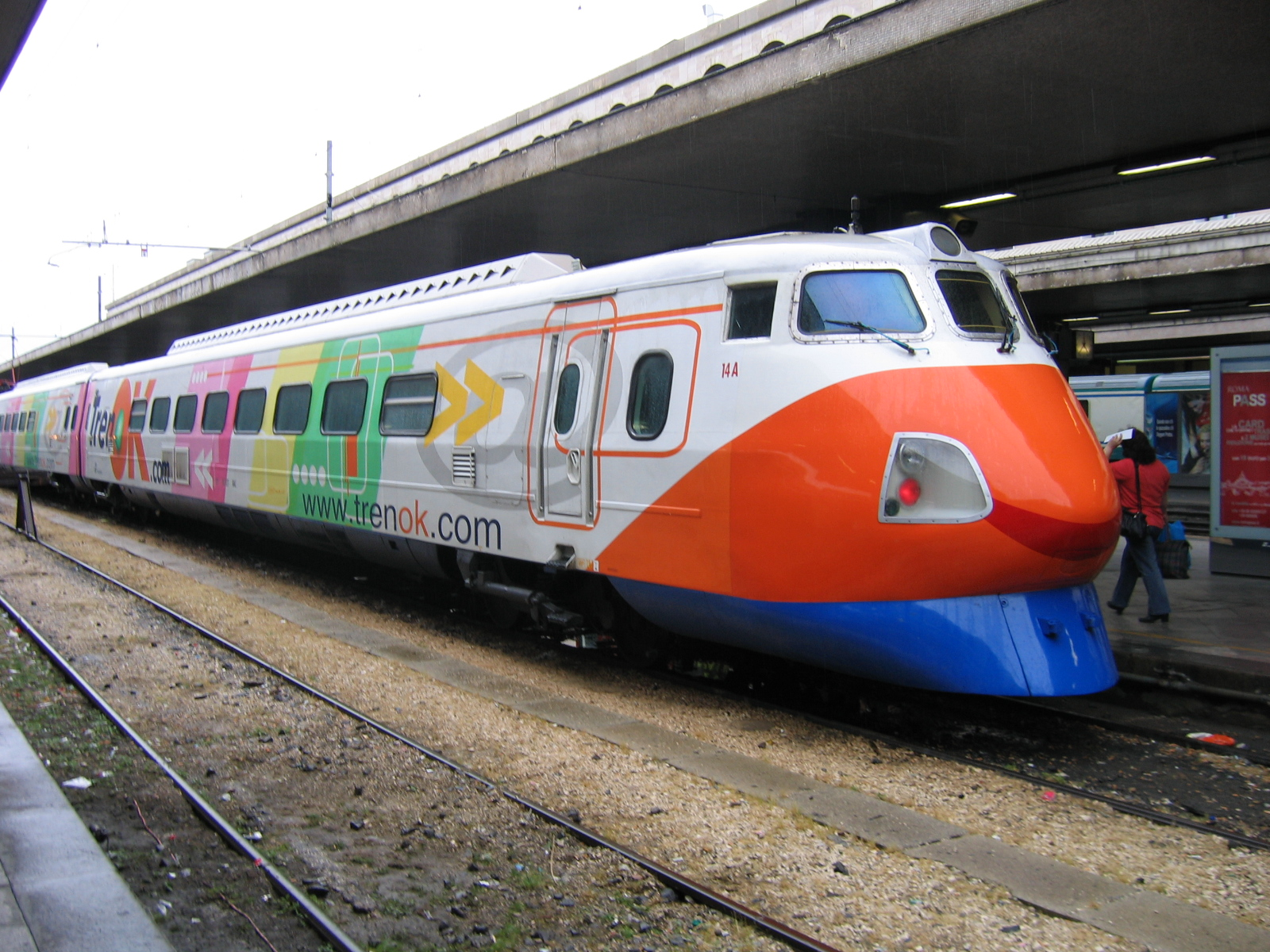
Tren pendular Pendolino ETR 450.

En 1965, el sector ferroviario avanzaba significativamente a nivel mundial y la empresa trató de adaptarse a las nuevas tecnologías. El antiguo boje "clase 27" ya no cumplía con los estándares europeos, lo que obligó a desarrollar nuevos modelos, consiguiéndose el boje "clase 24" para coches remolcados y el "clase 1040-920" para automotores eléctricos.
Desde 1967 hasta 1976 se comenzaron a realizar pruebas con el primer prototipo del tren pendular de alta velocidad "Pendolino", un tren asentado sobre mesas oscilantes que le permiten tomar curvas a mayor velocidad. Este sistema resulta ideal para ferrocarriles que atraviesan zonas montañosas. Ese mismo año 1976, la filial argentina de Fiat Ferroviaria, arma 20 automotores eléctricos para el tramo Santiago Valparaíso. En la actualidad, algunos automotores sirven en Biotren.
En 1988 se lanza el primer servicio comercial, siendo cubierto con trenes Pendolino el trayecto Roma-Milán, con una velocidad máxima de 250 km/h.

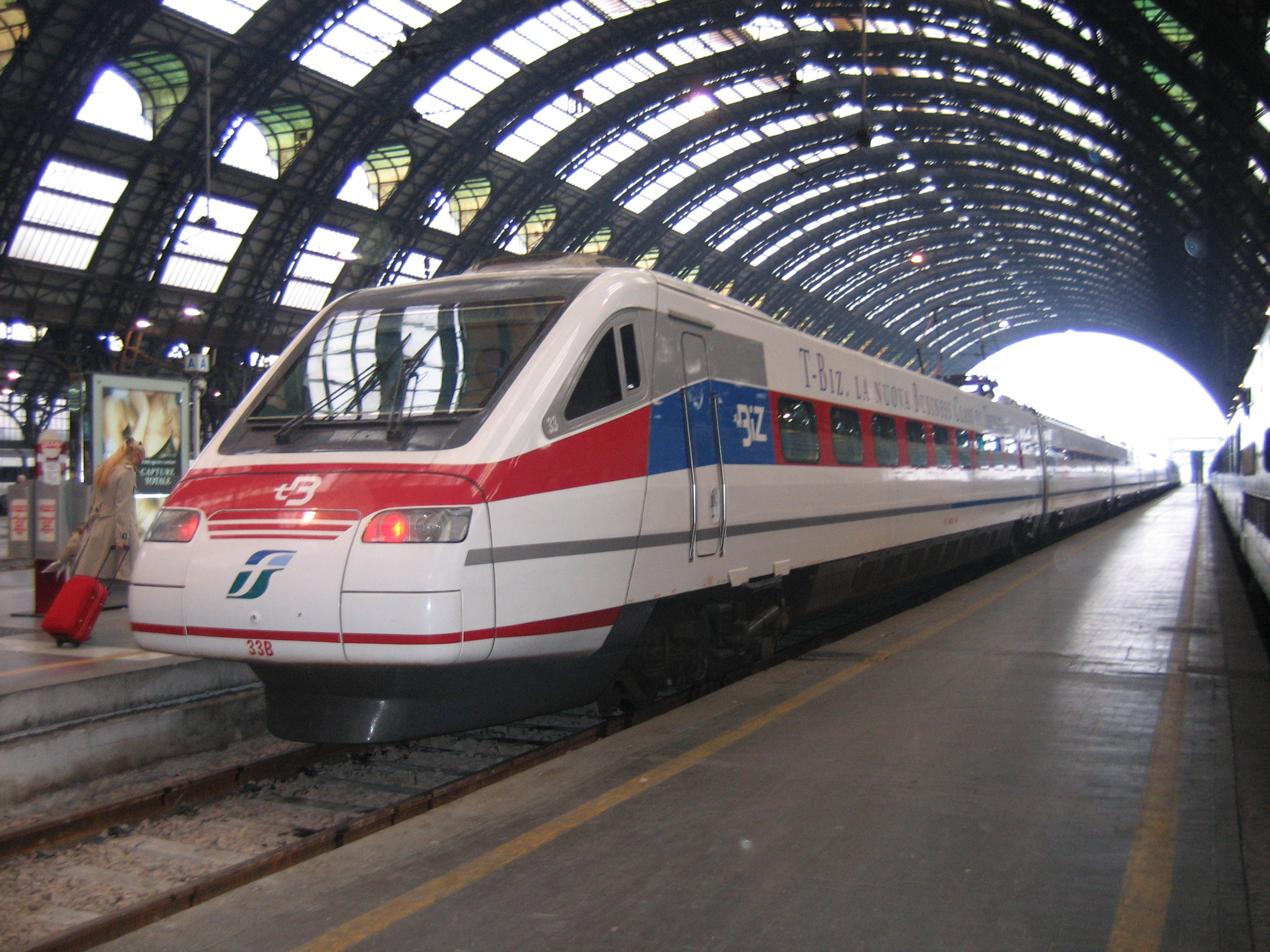
Tren Pendular Pendolino ETR 460.

En 1992 se comienza a trabajar en la nueva versión del Pendolino, el ETR 480.
A partir de 1992 hasta 1998, el Pendolino es vendido en Portugal, España, Alemania, Suiza, Finlandia y Eslovenia.
En 1995, Fiat Ferroviaria adquiere la división ferroviaria de la compañía suiza SIG.
En 2002, la empresa francesa Alstom compra la "Fiat Ferroviaria" a Fiat Group.
Alstom produjo dos versiones de trenes Pendolino, las cuales fueron vendidas a Inglaterra y la última versión será vendida a Rusia.
- Datos: Q2738829
- Multimedia: Multiple units, motor coaches and railcars manufactured by Fiat / Q2738829